# ۴۵۶ (پیش از میلاد)
۴۵۶ (پیش از میلاد) ۴۵۶مین سال قبل از تقویم میلادی است.